# Vuontislompolo
Vuontislompolo är en sjö i kommunen Enare i landskapet Lappland i Finland. Sjön ligger 89,4 meter över havet. Arean är 65 hektar och strandlinjen är 5,05 kilometer lång. Sjön  ingår i Uutuanjokis huvudavrinningsområde.   Den ligger omkring 370 kilometer norr om Rovaniemi och omkring 1100 kilometer norr om Helsingfors. 
Vuontislompolo ligger söder om Vuontisjärvi. 